# Aztlán 1.ª Sección (Sector Majahual)
Aztlán 1.ª Sección (Sector Majahual) es una localidad del municipio de Centro ubicado en la subregión centro del estado mexicano de Tabasco.

## Geografía
La localidad de Aztlán 1.ª Sección (Sector Majahual) se sitúa en las coordenadas geográficas 18°02′06″N 92°44′15″O / 18.035000, -92.737500, a una elevación de 10 metros sobre el nivel del mar.

## Demografía
Según el Censo de Población y Vivienda 2020, efectuado por el Instituto Nacional de Estadística y Geografía, la localidad de Aztlán 1.ª Sección (Sector Majahual) tiene 31 habitantes, de los cuales 17 son del sexo masculino y 14 del sexo femenino. Su tasa de fecundidad es de 2.18 hijos por mujer y tiene 11 viviendas particulares habitadas.
| Gráfica de evolución demográfica de Aztlán 1.ª Sección (Sector Majahual) entre 1950 y 2020 |
|                                                                                            |
| INEGI.                                                                                     |